# Order Sokoła
Order Sokoła (cz. Řád sokola) – odznaczenie uznawane za najstarszy czechosłowacki order wojskowy, zostało ustanowione wiosną 1919 roku z inicjatywy gen. Milana Rastislava Štefánika – stąd jego nazwa potoczna: Order Stefanika (Rád Štefanika, Řád Štefanikův).
Order miał początkowo dzielić się na pięć klas (według schematu Legii Honorowej); jednak ostatecznie pozostał odznaczeniem jednoklasowym. Miał dwie odmiany: wojskową (z mieczami na zawieszce) i cywilną (bez mieczy). 
Był nadawany osobom, których działalność przyczyniła się do powstania niepodległej Czechosłowacji.
Order oficjalnie został włączony do systemu odznaczeń państwowych CSR 10 kwietnia 1920.

## Insygnia
Oznaka była wykonana z brązu i przedstawiała odwróconą pięcioramienną gwiazdę z medalionem pośrodku, której ramiona nietypowo rozszerzały się przy końcach tak, że oznaka przypominała koło. Ramiona były emaliowane na niebiesko z białymi emaliowanymi bordiurami; ich krawędzie złocono. Medalion był emaliowany na biało ze złoconą krawędzią; na jego awersie widniały trzy emaliowane na niebiesko góry, nad którymi unosiły się sylwetki czterech sokołów w locie. Na rewersie widniał złocony monogram ČS w otoczeniu złoconych gałązek lipy; pod nim widniała złocona data 1918.
Oznaka była zawieszona na ceglastoczerwonej wstążce z białym paskiem pośrodku i wąskimi białymi paskami przy krawędziach.
Zawieszka oznaki odmiany wojskowej orderu była dodatkowo uzupełniona o złocone dwa skrzyżowane miecze, ostrzami do góry.
Odznaczeni odmianą cywilną, którzy dodatkowo otrzymali pochwałę, umieszczali na wstążce i baretce okucie w postaci srebrnej pięcioramiennej gwiazdki.